# Антипатер
Антипатер (397. п. н. е. — 319. п. н. е. ) био је генерал Александра Македонског и један од дијадоха („наследника“). Постао је 320. п. н. е. регент Александровог царства.

## Под Филипом II
Први пут се спомиње 342. п. н. е. када је Филип II пошао у тежак трогодишњи поход против трачких и скитских племена. Филип је поставио Антипатера као регента Македоније док је он одсутан. Предводио је македонске трупе 342. п. н. е. како би спречио Атину да преузме контролу над Еубејом. После македонске победе код Херонеје 338. п. н. е. Антипатер је био преговарач са Атињанима.
Био је пријатељ Александрове мајке Олимпије. Чак су сe шириле гласине да је он Александров отац. Помогао је Александру да постане наследник после смрти Филипа II 336. п. н. е.

## Чувар европског дела Македоније
Антипатер и Парменион су саветовали Александра да не иде у освајања по Азији, док не добије наследника. Александар га је именовао за главног генерала Европе 334. п. н. е., тако да је он остајао да чува македонске границе док је Александар Македонски био у великим освајањима. Антипатер је слао појачања Александру.
Персијска флота је покушавала да напада по Егеју, претећи да пренесе рат у Европу, док је Александар ратовао против Персије. После битке код Иса 333. п. н. е. персијска флота се распала.

## Персијанци помажу Спарту
Већу опасност су представљали блиски непријатељи. Трачка племена су се побунила 332. п. н. е., а после тога се побунио Агис III, краљ Спарте.
Спартанци нису били чланови коринтског савеза и нису учествовали у Александровом походу. Видели су своју дуго чекану прилику да преузму контролу, када је Александар био са војском далеко. Персијанци су дали велика финансијска средства Спарти, па је Агис формирао армију од 20.000 војника. Покушао је да створи противмакедонски савез. Атина је остала неутрална, а Ахаја, Аркадија и Елис постали су спартански савезници. Главни град Аркадије Мегалополис је остао против Спарте, па су га Спартанци опсели.
Антипатер је одустао од смиривања трачке побуне јер је покоравање Спарте сматрао приоритетом. Александар му је послао велику количину новца. Уз помоћ многих плаћеника и Тесалије скупио је дупло већу војску од Спарте. Антипатер је предводио поход против Спарте 330. п. н. е., па је близу Мегаполиса нанео тежак пораз Спарти. Агис и најбољи део спартанске војске су страдали, а Македонци су имали мало жртава.
Спарта је тражила мир, али Антипатер их је упутио на коринтски савез да са њим склопе споразум. Спартанци су одабрали да директно преговарају са Александром. Спарти је наметнуто да плаћа 120 талената и да уђе у коринтски савез.

## Антипатер престаје бити Александров регент
Антипатера је био омражен јер је подржавао тиране и олигархе у Грчкој. Радио је и са коринтским савезом. Покварио је и односе са Александровом мајком. Александар га је позвао у Азију да предводи свеже снаге 324. п. н. е., а Кратера је именовао регентом Македоније, али није успео пренети власт на Кратера, а Александар Македонски је умро.

## Борба за наслеђе
Нови регент Пердика је оставио Антипатера да контролише Грчку. Побуне су избиле у Атини, Етолији и Тесалији. Почео је Ламијски рат, у коме је јужна Грчка покушавала изборити независност. Победили су Антипатера у бици, затим су га опседали неколико месеци у Ламији.
Успео је да се извуче из Ламије, па је уз помоћ Кратера победио у бици код Кранона 322. п. н. е. и тиме сломио побуну.
Антипатер је увео олигархију у Атину и захтевао је предају Демостена. Демостен је извршио самоубиство, да би избегао заробљавање.
Антипатер и Кратер су били заузети ратом против Етолије. Тај сукоб су прекинули када су сазнали од Антигона да Пердика жели да буде неприкосновени владар целог царства. Склопили су мир са Етолијом и кренули у рат против Пердике. Антипатер је кренуо у Азију 321. п. н. е., а у Сирији је сазнао да су Пердику убили његови војници.

## Регент царства
Антипатер је постао регент целог царства, а Грчку је он лично контролисао као чувар Александовог сина Александра IV и малоумног брата Филипа III. Послао је Антигона у рат против Еумена и против Пердикиних присталица. Међутим разболео се и умро. Занемарујући свог властитог сина Касандра, Полиперхона је именовао регентом. Зато су после његове смрти између ове двојице избијали сукоби у које су се мешали други.